# Archaeodrapetiops nefera
Archaeodrapetiops nefera är en tvåvingeart som beskrevs av Martins-neto, de Moraes Vieira, Kucera-santos och De Campos Fragoso 1992. Archaeodrapetiops nefera ingår i släktet Archaeodrapetiops och familjen puckeldansflugor. Inga underarter finns listade i Catalogue of Life.